# Het Zotte Kunstkabinet
Museum Het Zotte Kunstkabinet te Mechelen is een museum met schilderijen uit de 16e eeuw. 
De focus ligt op satirisch-moraliserende schilderijen met originele werken uit de omgeving van Jheronimus Bosch. De verzameling bevat onder meer werken van atelier Jheronimus Bosch, Jan Verbeeck, Frans Verbeeck, Pieter Brueghel de Jonge, Jan Massijs, Hans Baldung, Marten van Cleve de Oude, Otto van Veen, enz.. Al deze schilders hadden nauwe contacten met de rederijkers. Het verklaren van al deze zotte schilderijen is slechts mogelijk na studie van teksten geschreven door deze 'letterkundigen' uit de zestiende eeuw. Goede kennis van het Middelnederlands is hierbij noodzakelijk. 
Het museum is opgesteld in het historisch pand 't Vliegend Peert. Dit is het geboortehuis van Mayken Verhulst, schoonmoeder en mentor van Pieter Bruegel de Oude. Het historisch monument is gelegen in het centrum van Mechelen nabij de Sint-Romboutskathedraal.
Het museum toont de onderzoeksresultaten van het wetenschappelijk instituut Centrum voor Oude Kunst 't Vliegend Peert.

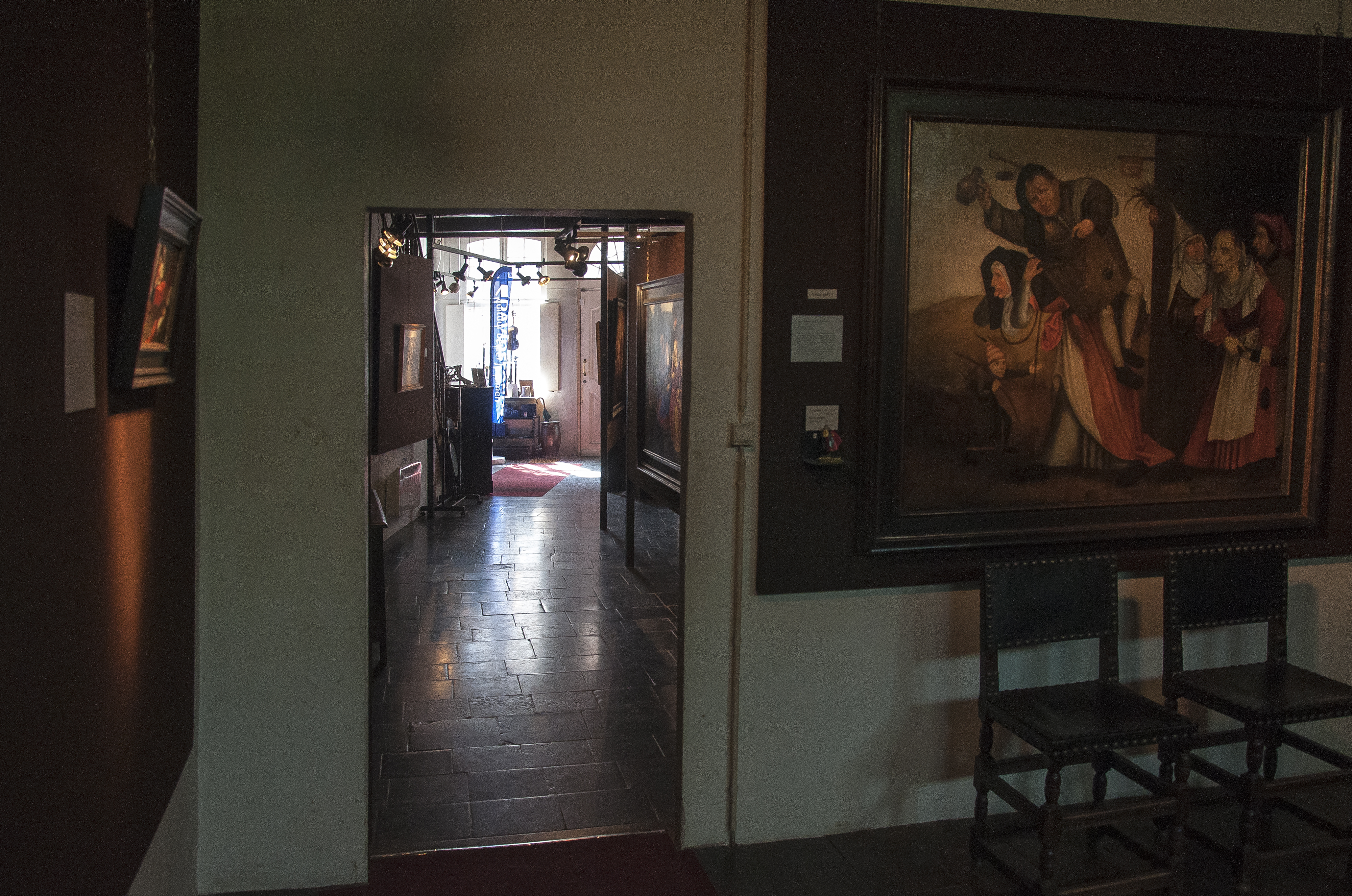
Interieur van het Museum Het Zotte Kunstkabinet
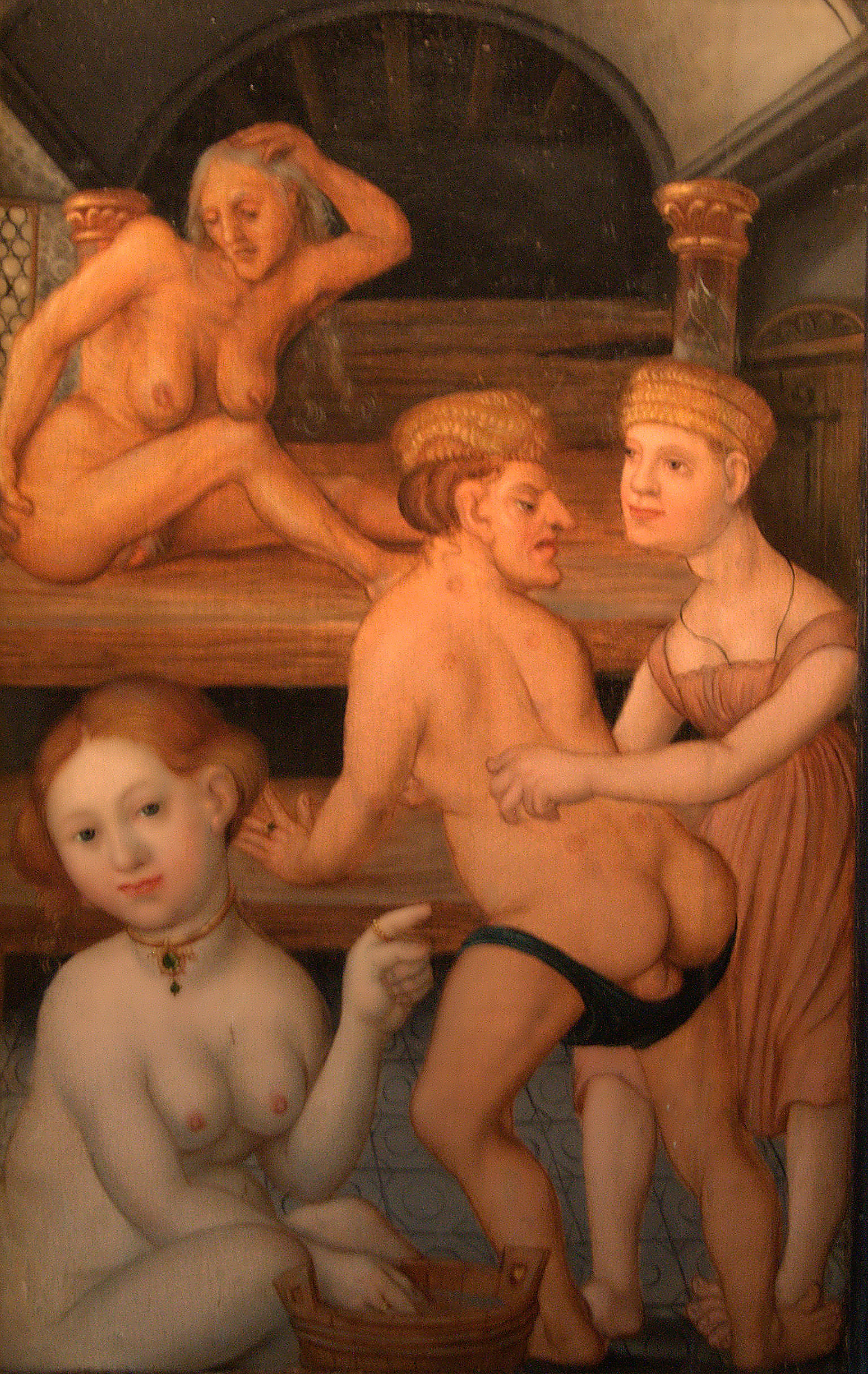
De badstoof of De hekeling van ouderenliefde van Hans Baldung in het museum